# Lijst van beschermd erfgoed in de gemeente Habscht
In deze lijst van beschermd erfgoed in de gemeente Habscht zijn alle geclassificeerde nationale monumenten van de Luxemburgse gemeente Habscht opgenomen.

## Monumenten per plaats

### Eischen
| Object                 | Bouwjaar/architect | Locatie | Datum beschermd?   | Coördinaten | Afbeelding |
| ---------------------- | ------------------ | ------- | ------------------ | ----------- | ---------- |
| Site van «Trois Ponts» |                    |         | 30 april 2003 (IS) |             |            |

### Greisch
| Object   | Bouwjaar/architect | Locatie          | Datum beschermd?      | Coördinaten                   | Afbeelding |
| -------- | ------------------ | ---------------- | --------------------- | ----------------------------- | ---------- |
| Woonhuis |                    | Rue du Cimitière | 10 augustus 2017 (IS) | 49° 42' 37" NB, 5° 59' 22" OL |            |

### Septfontaines
| Object                                                                                         | Bouwjaar/architect | Locatie                    | Datum beschermd?      | Coördinaten                   | Afbeelding |
| ---------------------------------------------------------------------------------------------- | ------------------ | -------------------------- | --------------------- | ----------------------------- | ---------- |
| Ruïnes van kasteel Septfontaines                                                               |                    |                            | 2 december 1937 (MN)  | 49° 42' 2" NB, 5° 57' 50" OL  |            |
| Kerk en kerkhof                                                                                |                    | rue de l'Église            | 28 december 1961 (MN) | 49° 41' 59" NB, 5° 57' 52" OL |            |
| Bruggetje genaamd Geessebréck over de rivier de Eisch                                          |                    |                            | 15 juni 1984 (MN)     |                               |            |
| De esdoorn (Acer pseudoplatanus), groeit op het terrein van het voormalige Hotel Simmerschmelz |                    |                            | 29 maart 1974 (IS)    |                               |            |
| Ensemble van de gebouwen                                                                       |                    | Kierchewee 16, 18 en 20-22 | 23 maart 2011 (IS)    |                               |            |

## Bron
- Liste des immeubles et objets classés monuments nationaux ou inscrits à l'inventaire supplémentaire